# Stylogaster leonum
Stylogaster leonum är en tvåvingeart som först beskrevs av John Obadiah Westwood 1851.  Stylogaster leonum ingår i släktet Stylogaster och familjen stekelflugor.
Artens utbredningsområde är Sierra Leone. Inga underarter finns listade i Catalogue of Life.